# Jon Solly
Jon Solly (eigentlich Jonathan Solly; * 28. Juni 1963) ist ein ehemaliger britischer Langstreckenläufer.
1986 wurde er Britischer Vizemeister im 10-km-Straßenlauf und Britischer Meister über 10.000 m. Über dieselbe Distanz siegte er für England startend bei den Commonwealth Games in Edinburgh.
Im Jahr darauf wurde er Zweiter beim Gasparilla Distance Classic. Bei den Leichtathletik-Weltmeisterschaften 1987 in Rom belegte er über 10.000 m den 15. Platz. 1990 wurde er Vierter beim Great North Run und Zweiter beim Twin Cities Marathon. Beim California International Marathon 1993 und beim Turin-Marathon 1996 kam er ebenfalls auf den zweiten Platz.

## Bestzeiten
- 3000 m: 7:50,20 min, 8. August 1986, London
- 5000 m: 13:22,39 min, 7. Juli 1986, Helsinki
- 10.000 m: 27:51,76 min, 20. Juni 1986, London
- 10-km-Straßenlauf: 28:03 min, 5. April 1986, London
- 15-km-Straßenlauf: 43:18 min, 7. Februar 1987, Tampa
- Halbmarathon: 1:02:57 h, 16. September 1990, South Shields
- Marathon: 2:12:07 h, 14. Oktober 1990, Saint Paul